# Osterlamm Ephraim
Osterlamm Ephraim (Lőcse, 1742. november 3. – Liszka, 1810. november) cipszer magántanító.

## Élete
Osterlamm András és Frőlich Erzsébet fia. A hazájában végzett tanulmányok után a lipcsei egyetemet látogatta, ahol egyévi tartózkodása alatt szoros barátságot kötött a költő Christian Fürchtegott Gellerttel. További tanulásában súlyos szembetegsége akadályozta, ezért visszatért szülővárosába, ahol szemének gyengesége miatt nem vállalhatott nyilvános hivatalt, hanem Lőcsén volt állandó lakása és itt magántanítással tartotta fenn magát, különösen a német és francia nyelvből adott leckéket. A Lőcsét látogató délmagyarországi ifjúság képezte tanítványainak zömét. Érdemeit méltányolva az ágostai evangélikus gyülekezet gimnáziumi gondnoknak, a városi tanács a szegények intézete gondnokának választotta, 1806-ban pedig városi tanácsos lett Lőcsén. Meghalt 1810 novemberében Liszkán, amikor ott tartózkodott a szüret alkalmával.

## Munkája
- Institutiones lingvae germanicae in usum patriae civium conscriptae. Posonii, 1781. (2. jav. és bőv. kiadás. Posonii, 1786.)